# Họ Chồn bay
Họ Chồn bay (Cynocephalidae) gồm các động vật có vú bay lượn, sống trên cây gọi là chồn bay (tiếng Anh: Colugo, Cobego hay Flying Lemur) được tìm thấy ở Đông Nam Á, có họ hàng gần nhất là các loài linh trưởng, thuộc bộ Dermoptera. Chỉ có hai loài còn sinh tồn: chồn bay Sunda và chồn bay Philippines. Chúng là những động vật có khả năng bay lượn trên không trung, bằng vạt da thừa giữa hai chân để lượn từ những vị trí cao đến những vị trí thấp hơn.

## Nét đặc trưng
Chồn bay là động vật có vú sống trên cây. Chúng đạt chiều dài từ 35 đến 40 cm và nặng từ 1 đến 2 kg. Chúng có các chi trước và sau dài, thon, đuôi dài trung bình và thân hình tương đối nhẹ. Đầu chúng nhỏ, với đôi mắt to, tập trung về phía trước cho chúng tầm nhìn hai mắt tuyệt vời, và tai tròn nhỏ.
Chồn bay bay lượn thành thạo và chúng có thể di chuyển xa tới 70 m từ cây này sang cây khác mà không mất nhiều độ cao, với một cá thể chồn bay Sunda (Galeopterus variegatus) có thể di chuyển khoảng 150 m chỉ trong một lần lướt. Trong tất cả các động vật có vú biết bay lượn, chồn bay có sự thích nghi hoàn hảo nhất cho việc bay. Chúng có một lớp da lớn kéo dài giữa các chi ghép đôi và cho chúng khả năng lướt những khoảng cách đáng kể giữa các cây. Màng lượn này chạy từ xương bả vai đến bàn chân trước, từ đầu ngón tay phía sau đến đầu ngón chân và từ chân sau, đến đầu đuôi. Khoảng cách giữa các ngón tay và ngón chân của chồn bay có màng. Do đó, chồn bay từng được xem là họ hàng gần của dơi. Ngày nay, dựa trên dữ liệu di truyền, chúng được xem là có quan hệ chặt chẽ hơn với các loài linh trưởng.

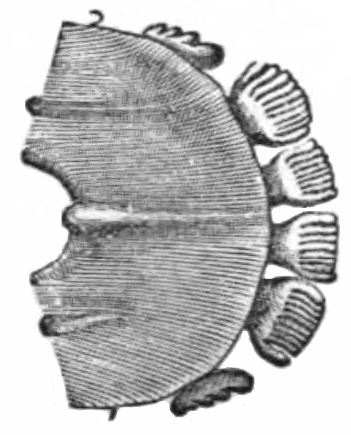
Hàm dưới (Galeopterus)

Chồn bay leo trèo không giỏi; chúng không khỏe lắm và thiếu những ngón tay cái đối nghịch. Chúng leo lên cây trong một loạt các bước nhảy chậm, bám chặt vào vỏ cây bằng các móng vuốt nhỏ, sắc nhọn của chúng. Chúng dành phần lớn thời gian trong ngày cuộn tròn trong các hốc cây hoặc treo lơ lửng dưới cành cây. Vào ban đêm, chồn bay dành phần lớn thời gian tìm kiếm thức ăn trên cây, với việc bay lướt được sử dụng để tìm một cái cây có thức ăn khác hoặc để tìm bạn tình và bảo vệ lãnh thổ.
Chồn bay là loài động vật nhút nhát, sống về đêm, đơn độc được tìm thấy trong các khu rừng nhiệt đới ở Đông Nam Á. Do đó, có rất ít thông tin về hành vi của chúng. Chúng là động vật ăn thực vật, và ăn lá, chồi, hoa, nhựa cây và trái cây. Chúng có dạ dày phát triển tốt và ruột dài có khả năng chiết xuất chất dinh dưỡng từ lá và các chất xơ khác.
Răng cửa của chồn bay rất đặc biệt; chúng có hình dạng giống như chiếc lược với tối đa 20 hộp trên mỗi răng. Các răng cửa có hình dạng và chức năng tương tự như bộ răng cửa của các linh trưởng mũi ướt, được sử dụng để chải chuốt. Các răng cửa trên thứ hai có hai gốc, một đặc điểm độc đáo khác trong các loài động vật có vú. Công thức răng hàm của chồn bay là: {\displaystyle {\tfrac {2.1.2.3}{3.1.2.3}}}

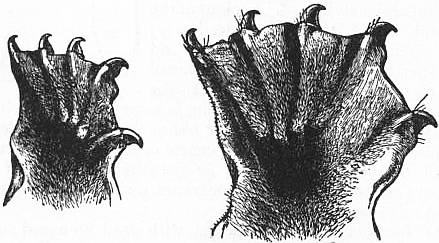
Chân của chồn bay Philippines (Galeopithecus)

Mặc dù chúng là động vật có vú nhau thai, chồn bay nuôi con non theo cách tương tự như thú có túi. Chồn bay sơ sinh kém phát triển và chỉ nặng 35 g. Chúng dành 6 tháng đầu đời bám vào bụng mẹ. Chồn bay mẹ cuộn đuôi của nó lại và gấp chiếc màng lượn của nó thành một chiếc túi ấm áp, an toàn để bảo vệ và vận chuyển con nó. Con non không trưỡng thành cho đến khi chúng được hai đến ba tuổi. Trong điều kiện nuôi nhốt, chúng sống tới 15 năm, nhưng tuổi thọ của chúng ngoài hoang dã là không rõ.

## Tình trạng
Cả hai loài đều bị đe dọa bởi sự hủy hoại môi trường sống, và loài chồn bay Philippines từng được IUCN đánh giá là loài dễ bị tổn thương. Năm 1996, IUCN tuyên bố loài này là dễ bị tổn thương do sự phá hủy các khu rừng đất thấp và săn bắn. Chúng được đánh giá lại là ít quan tâm vào năm 2008, nhưng vẫn phải đối mặt với các mối đe dọa tương tự. Ngoài việc dọn sạch môi trường rừng nhiệt đới đang diễn ra, chúng còn bị săn bắt để lấy thịt và lông. Nó cũng là con mồi ưa thích của một loài nguy cấp, đại bàng Philippines; một số nghiên cứu cho thấy chồn bay chiếm 90% khẩu phần ăn của loài đại bàng này.

## Phân loại và tiến hóa
- Bộ Dermoptera
  - †Họ Plagiomenidae?
    - †Planetetherium
      - †Planetetherium mirabile

    - †Plagiomene
      - †Plagiomene multicuspis

  - †Họ Mixodectidae?
    - †Dracontolestes
      - †Dracontolestes aphantus

    - †Eudaemonema
      - †Eudaemonema cuspidata

    - †Mixodectes
      - †Mixodectes pungens
      - †Mixodectes malaris

  - Họ Cynocephalidae
    - Cynocephalus
      - Chồn bay Philippines, Cynocephalus volans

    - Galeopterus
      - Chồn bay Sunda, Galeopterus variegatus

    - †Dermotherium
      - †Dermotherium major
      - †Dermotherium chimaera

Họ Mixodectidae và Plagiomenidae dường như là hóa thạch của bộ Dermoptera. Mặc dù các động vật có vú thế Paleogen khác đã được xem là có quan hệ với bộ Dermoptera, bằng chứng cho sự liên quan này là không chắc chắn và nhiều hóa thạch không còn được xem là động vật có vú biết bay lượn. Hiện tại, ghi chép hóa thạch của các loài bộ Dermoptera dứt khoát chỉ giới hạn ở hai loài thuộc thế Eocen và thế Oligocen, họ Chồn bay của chi Dermotherium.
Các nghiên cứu phát sinh phân tử gần đây đã chứng minh rằng chồn bay nổi lên như một nhánh Primatomorpha cơ bản, (cũng là một nhánh của Euarchontoglires cơ bản). Chuột chù cây (Bộ Nhiều răng/Scandentia) nổi lên như nhóm chị em của nhóm Glires (bộ Thỏ và bộ Gặm nhấm), trong một nhóm chị em không tên của Primatomorpha.
|        | Scandentia (bộ Nhiều răng)                                                     |
|        |                                                                                |
| Glires | \| \| Rodentia (bộ Gặm nhấm) \| \| \| \| \| \| Lagomorpha (bộ Thỏ) \| \| \| \| |
|        | \| \| Rodentia (bộ Gặm nhấm) \| \| \| \| \| \| Lagomorpha (bộ Thỏ) \| \| \| \| |
|        | Rodentia (bộ Gặm nhấm)                                                         |
|        |                                                                                |
|        | Lagomorpha (bộ Thỏ)                                                            |
|        |                                                                                |

|  | Rodentia (bộ Gặm nhấm) |
|  |                        |
|  | Lagomorpha (bộ Thỏ)    |
|  |                        |

|  | Dermoptera                                                                      |
|  |                                                                                 |
|  | \| \| †Plesiadapiformes \| \| \| \| \| \| Primates (bộ Linh trưởng) \| \| \| \| |
|  |                                                                                 |
|  | †Plesiadapiformes                                                               |
|  |                                                                                 |
|  | Primates (bộ Linh trưởng)                                                       |
|  |                                                                                 |

|  | †Plesiadapiformes         |
|  |                           |
|  | Primates (bộ Linh trưởng) |
|  |                           |

|        | Scandentia (bộ Nhiều răng)                                                     |
|        |                                                                                |
| Glires | \| \| Rodentia (bộ Gặm nhấm) \| \| \| \| \| \| Lagomorpha (bộ Thỏ) \| \| \| \| |
|        | \| \| Rodentia (bộ Gặm nhấm) \| \| \| \| \| \| Lagomorpha (bộ Thỏ) \| \| \| \| |
|        | Rodentia (bộ Gặm nhấm)                                                         |
|        |                                                                                |
|        | Lagomorpha (bộ Thỏ)                                                            |
|        |                                                                                |

|  | Rodentia (bộ Gặm nhấm) |
|  |                        |
|  | Lagomorpha (bộ Thỏ)    |
|  |                        |

|  | Dermoptera                                                                      |
|  |                                                                                 |
|  | \| \| †Plesiadapiformes \| \| \| \| \| \| Primates (bộ Linh trưởng) \| \| \| \| |
|  |                                                                                 |
|  | †Plesiadapiformes                                                               |
|  |                                                                                 |
|  | Primates (bộ Linh trưởng)                                                       |
|  |                                                                                 |

|  | †Plesiadapiformes         |
|  |                           |
|  | Primates (bộ Linh trưởng) |
|  |                           |